# 田之尻駅
田之尻駅（たのしりえき）は広島県山県郡筒賀村中筒賀（現在は安芸太田町中筒賀）に存在した西日本旅客鉄道（JR西日本）可部線の駅（廃駅）である。
可部線非電化区間（可部 - 三段峡間）の廃線に伴い、2003年（平成15年）12月1日に廃止された。

## 歴史

### 年表
- 1956年（昭和31年）
  - 11月19日：田ノ尻仮乗降場（たのしりかりじょうこうじょう）として開業[1]。
  - 12月20日：駅に昇格、筒賀駅（つつがえき）となる[1]。旅客駅[1]。気動車の旅客のみを取り扱う駅員無配置駅[2]。
    - 開設には筒賀村側からの強い要望があったと思われ、山越え道をたどる必要があったものの筒賀村民も鉄道を利用できるようになった。そのような背景から駅名を筒賀駅とし、所在地表示は広島県山県郡筒賀村中筒賀であった。
- 1969年（昭和44年）7月1日：田之尻駅に改称[1]。
  - 国鉄本郷線（加計 - 三段峡間の建設路線名。山県郡戸河内町中心部の小字から命名。開業と同時に可部線に編入）開業に備え、筒賀村中心部付近に改めて筒賀駅を開業することにしたため、駅付近の小字を採って改称した。
- 1987年（昭和62年）4月1日：国鉄分割民営化によりJR西日本が継承[1]。
- 2003年（平成15年）12月1日：廃止。

### 駅名の由来
駅所在地付近の小字から。

## 駅構造
1面1線の単式ホームのみを持つ地上駅。無人駅で駅舎はなく、線路の西側にあるホームの上に待合所があるだけであった。

## 駅周辺
駅のすぐ東側を太田川が流れ、西側を太田川右岸に沿って広島県道304号中筒賀下線が通っていた。
駅には山県郡加計町（現：安芸太田町）津浪から太田川にかかる筒賀橋を渡って駅前に至る広島県道241号筒賀停車場線と、山県郡筒賀村（現：安芸太田町）上筒賀から井仁の棚田のそばを通って駅前に至る広島県道303号上筒賀筒賀停車場線の2つの県道が通じていた。JR可部線・可部 - 三段峡間廃止当時広島県には停車場県道が55路線（いずれも一般県道）あったが、同じ駅に通じる複数の路線が設定されているのはこの田之尻駅と芸備線の備後八幡駅・小奴可駅があった。
広島県道241号筒賀停車場線・広島県道303号上筒賀筒賀停車場線とも路線名称に開設当初の駅名が入っているが、これは認定（1969年（昭和44年）5月30日広島県告示第428号）当時可部線 可部 - 加計間が赤字83線の1つに選定されており、いつ廃止されてもおかしくない状況にあったことが考えられる。結局、認定から34年6か月後に付近の可部線は廃止されたが、県道は田之尻駅廃止後の2009年に廃止・再編された。
- 広電バス・加計交通 附地バス停

## 現状
線路は撤去されたが、ホームと待合室は残っている。待合室は閉鎖されておらず、廃線当時の時刻表が掲出されたままである。

## 隣の駅
西日本旅客鉄道（JR西日本）
可部線
坪野駅 - 田之尻駅 - 津浪駅